# Scoliosorus ensiformis
Scoliosorus ensiformis är en kantbräkenväxtart som först beskrevs av William Jackson Hooker, och fick sitt nu gällande namn av Thomas Moore. Scoliosorus ensiformis ingår i släktet Scoliosorus och familjen Pteridaceae. Inga underarter finns listade.